# Collège de Billom
Le collège de Billom, dans le Puy-de-Dôme, est le premier collège de Jésuites en France. Il a été fondé en 1555 et édifié par Guillaume Duprat entre 1558 et 1564, jusqu'à l'expulsion de l'Ordre en 1790.

## Histoire
Successivement utilisé comme bâtiment militaire, il a abrité la Gendarmerie ou encore les tribunaux, avant de devenir un collège d'État. Définitivement fermé en 1994, il a subi un grave incendie en 1998.
Il fait actuellement l'objet d'un projet de rénovation soutenu par la Fondation du patrimoine et la Mission Stéphane Bern.

### École Militaire Préparatoire de Billom

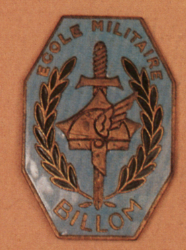
Écu de l'École militaire de Billom

Par un vote du parlement de 1883 est décidé l'ouverture d'une école des enfants de troupes à Billom.
En 1886, l'école militaire préparatoire des enfants de troupe de Billom est créée. Elle formera jusqu'à sa fermeture en 1963, environ 11 000 élèves, de la Quatrième à la Première,,.

## Décor

Typus religionis, huile sur toile, H. : 3,24 m ; L. : 6,48 m, fin du, Archives nationales de France, AE/ V/ 10 (M // 240).

Le collège abritait dans sa chapelle un immense tableau allégorique exécuté au tournant du XVIIe siècle, le Typus Religionis (en), aujourd'hui conservé et exposé aux Archives nationales à Paris.